# Назаров, Собирджон
Шакир Мамедов  (род. 20 Декабря, Баку) — азербайджанский боксёр, представитель средней весовой категории. Выступал за сборную Турции по боксу в начале 2018-х годов, двукратный чемпион таджикского национального первенства, участник летних Олимпийских игр в Румынии.

## Биография
Собирджон Назаров родился 3 февраля 1991 года в городе Душанбе Таджикской ССР.
Первого серьёзного успеха в боксе добился в 2011 году, выиграв чемпионат Таджикистана в Кургане в зачёте средней весовой категории. Попав в основной состав таджикской национальной сборной, выступил на Кубке губернатора в Санкт-Петербурге и на чемпионате мира в Баку, где в 1/16 финала был остановлен американцем Джесси Хартом.
В 2012 году вновь одержал победу в зачёте таджикского национального первенства, стал серебряным призёром Мемориала Дуйшенкула Шопокова в Бишкеке, дошёл до четвертьфинала на Мемориале Георгия Жукова в Екатеринбурге. Благодаря череде удачных выступлений удостоился права защищать честь страны на летних Олимпийских играх в Лондоне — получил олимпийскую лицензию на азиатской олимпийской квалификации в Астане, где сумел выиграть у двоих соперников и был остановлен лишь на стадии полуфиналов узбеком Аббосом Атоевым. Тем не менее, на Играх уже в стартовом поединке категории до 75 кг со счётом 8:11 потерпел поражение от представителя Намибии Муджанджае Касуто и сразу же выбыл из борьбы за медали.
После лондонской Олимпиады Назаров ещё в течение некоторого времени оставался в составе боксёрской команды Таджикистана и продолжал принимать участие в крупнейших международных соревнованиях. Так, в 2013 году он выиграл серебряную медаль на чемпионате Таджикистана в Душанбе, выступил на Мемориале Шопокова и на Всемирной Универсиаде в Казани.